# Ožralý Štědrý večer
Ožralý Štědrý večer (v anglickém originále Drunk History Christmas) je americký krátkometrážní film z roku 2011. Režisérem filmu je Derek Waters. Hlavní role ve filmu ztvárnili Allan McLeod, Ryan Gosling, Eva Mendes, Jim Carrey a Anna Wenger.

## Obsazení
| Allan McLeod | sebe     |
| Ryan Gosling | Pa       |
| Eva Mendes   | Ma       |
| Jim Carrey   | St. Nick |
| Ellie Culp   | dcera    |
| A. J. Culp   | dcera    |